# Juan Manuel Olivera
Juan Manuel Olivera, vollständiger Name Juan Manuel Olivera López, (* 14. August 1981 in Montevideo) ist ein uruguayischer Fußballtrainer und ehemaliger Fußballspieler.

## Karriere

### Als Spieler
Der nach Vereinsangaben 1,91 Meter große, insbesondere sehr kopfballstarke Offensivakteur Olivera begann seine Karriere 2001 beim Danubio FC. Die Montevideaner verließ er 2004 und schloss sich dem argentinischen Klub San Lorenzo an. CD Cruz Azul und CF Universidad de Chile waren 2005 seine nächsten Arbeitgeber. Im Jahr 2006 kehrte er zu Danubio zurück. Von dort wechselte er im Juni 2006 nach Südkorea zu den Suwon Samsung Bluewings. Im März 2007 zog er weiter in die chinesische Stadt Guiyang zu Guizhou Renhe. Ab Januar 2008 folgte eine Karrierestation beim Club Libertad. Bei den Paraguayern erzielte er in jenem Jahr fünf Ligatore und absolvierte zudem eine Partie (kein Tor) in der Copa Sudamericana. Anschließend spielte er von 2009 bis 2010 abermals in Chile bei CF Universidad de Chile, wurde mit dem Team 2009 Chilenischer Meister und zeigte sich dort äußerst treffsicher. In 42 Erstligabegegnungen schoss er 37 Tore. Zudem bestritt er bei den Chilenen 21 Spiele (vier Tore) in der Copa Libertadores und fünf Spiele (vier Tore) der in Copa Sudamericana. Ferner wurde er 2009 vom Circulo de Periodistas zum besten ausländischen Sportler in Chile gewählt. 2010 stand er bei Al Shabab unter Vertrag und erzielte vier Treffer bei neun Pro-League-Einsätzen. Ende Dezember 2010 schloss er sich erstmals dem Club Atlético Peñarol an. Elfmal lief er bei den „Aurinegros“ in der Saison 2010/11 in der Primera División auf und traf dabei fünfmal ins gegnerische Tor. Überdies werden 13 Einsätze in der Copa Libertadores mit ebenfalls fünf Treffern für Olivera geführt. Nach einer Zwischenstation von August 2011 bis Juli 2012 bei Al Wasl, bei der die Statistik 13 Tore in 20 Spielen der UFL sowie vier Treffer in acht Pokalpartien für ihn ausweist, stand er in der Saison 2012/13 erneut im Kader Peñarols. In jener Spielzeit wurde er mit den „Aurinegros“ Uruguayischer Meister und war mit 18 Treffern bei 29 Saisoneinsätzen Torschützenkönig der Primera División. Auch bestritt er sechs Partien (zwei Tore) in der Copa Libertadores. Anschließend spielte er ab Juni 2013 auf Leihbasis für Náutico und kam bei den Brasilianern in 21 Spielen (zwei Tore) der Serie A und zwei Partien (ein Tor) der Copa Sudamericana zum Einsatz. Ab Januar 2014 folgte eine weitere Leihstation bei Estudiantes de La Plata in Argentinien (13 Ligaspiele, zwei Tore; einmal Copa Argentina, kein Tor). Zur Apertura 2014 kehrte er zum zweiten Mal zu Peñarol zurück In der Spielzeit 2014/15 wurde er neunmal (ein Tor) in der höchsten uruguayischen Spielklasse und fünfmal (ein Tor) in der Copa Sudamericana 2014 eingesetzt. Anfang Juli 2015 unterschrieb er zum dritten Mal in seiner Profikarriere beim Danubio FC, für den er bei seinen beiden vorherigen Engagements 40 Tore bei 98 Einsätzen erzielt hatte. In der Saison 2015/16 traf er elfmal bei 24 Erstligaeinsätzen. Zudem absolvierte er zwei Partien (ein Tor) in der Copa Sudamericana 2015. Während der Spielzeit 2016 wurde er sodann elfmal in der Liga eingesetzt und schoss fünf Tore. In der Spielzeit 2017 folgten bis zum Abschluss des Torneo Intermedio 2017 18 weitere Erstligaeinsätze (zwei Tore) und zwei (kein Tor) in der Copa Sudamericana 2017. In der zweiten Julihälfte 2017 wechselte er innerhalb der Liga zu River Plate Montevideo. Bei dem Klub blieb Olivera bis Saisonende 2020. 2021 trat er nochmals für Danubio an, dann beendete er seine aktive Laufbahn.

### Als Trainer
Seit 2022 ist Olivera bei Peñarol Montevideo als Trainer aktiv. Im Juli des Jahres wurde im U-20 Bereich aktiv und im Juni und November interimsweise für die Profimannschaft.

## Erfolge
Als Spieler
- Chilenischer Meister: 2009
- Uruguayischer Meister: 2012/13

## Auszeichnungen
Als Spieler
- Bester ausländischer Sportler in Chile: 2009
- Torschützenkönig der Primera División (Uruguay): 2012/13
- Nominierung für den FIFA-Puskás-Preis: 2013